# Trg Navona
Trg Navona (italijansko piazza Navona) je javni odprti prostor v Rimu v Italiji. Zgrajen je na mestu Domicijanovega stadiona, zgrajenega v 1. stoletju našega štetja, in sledi obliki odprtega prostora stadiona. Stari Rimljani so tja hodili gledat agones (igre), zato je bil znan kot Circus Agonalis (tekmovalna arena). Menijo, da se je sčasoma ime spremenilo v in avone in navone in sčasoma v navona.

## Zgodovina
Opredeljen kot javni prostor v zadnjih letih 15. stoletja, ko so mestni trg prenesli iz Campidoglia, se je trg Navona v času pontifikata Inocenca X., ki je vladal od leta 1644 do 1655 in čigar družinska palača Palazzo Pamphilj se je soočila s trgom,  spremenila v zelo pomemben primer baročne rimske arhitekture in umetnosti,
Na njem so pomembne kiparske stvaritve: v središču stoji znamenita Fontana dei Quattro Fiumi ali Vodnjak štirih rek (1651) Gian Lorenza Berninija, na vrhu pa je Domicijanov obelisk, ki je bil prinesen v kosih iz Maksencijevega cirkusa; cerkev Sant'Agnese in Agone, delo Francesca Borrominija, Girolama Rainaldija, Carla Rainaldija in drugih; in prej omenjena Palazzo Pamphilj, ki jo je ustvaril tudi Girolamo Rainaldi, v kateri je dolga galerija, ki jo je zasnoval Borromini, fresko pa naslikal Pietro da Cortona.
Trg Navona ima še dva vodnjaka. Na južnem koncu je Fontana del Moro z bazenom in štirimi Tritoni, ki jih je izklesal Giacomo della Porta (1575), h kateremu je leta 1673 Bernini dodal kip Mavra, ki se bori z delfinom. Na severnem koncu je Neptunov vodnjak (1574), ki ga je ustvaril tudi Giacomo della Porta; kip Neptuna, avtor Antonio Della Bitta, je bil leta 1878 dodan za ustvarjanje ravnovesja z Fontano del Moro.
Trg je v svoji zgodovini gostil gledališke dogodke in druge efemerne dejavnosti. Od leta 1652 do leta 1866, ko je bil festival zatrt, je bil vsako soboto in nedeljo v avgustu poplavljen zaradi obsežnih praznovanj družine Pamphilj. Raven pločnika je bila dvignjena v 19. stoletju, leta 1869 pa se je trg preselil v bližnji trg Campo de' Fiori. Na trgu poteka božična tržnica.

## Drugi spomeniki
- Stabilimenti Spagnoli
- Palazzo de Cupis
- Palazzo Torres Massimo Lancellotti
- Cerkev Nostra Signora del Sacro Cuore
- Palazzo Braschi (Museo di Roma)
- Sant'Agnese in Agone

## V popularni kulturi
- Trg je predstavljen v trilerju Dana Browna Angeli in demoni iz leta 2000, v katerem je Vodnjak štirih rek naveden kot eden od oltarjev znanosti. Junija 2008 je Ron Howard režiral več prizorov filmske priredbe Angeli in demoni na južnem delu trga.
- Trg je predstavljen v več prizorih priredbe romana Josepha Hellerja, Catch-22, režiserja Mika Nicholsa iz leta 1970.
- Fontana dei Quattro Fiumi je bila uporabljena v filmu 1990 Coins in the Fountain. Liki so metali kovance v vodnjak po svojih željah. Vodnjak Trevi je bil uporabljen v različici filma iz leta 1954.
- Predstavljen je na National Lampoon's European Vacation.
- V italijanski komediji iz leta 1964 Včeraj, danes in jutri (ieri, oggi, domani) lik Mare (Sophia Loren) živi v stanovanju v drugem nadstropju s pogledom na trg Navona v Rimu.
- Trg je predstavljen v filmu Eugene Levy, Once Upon A Crime.
- Trg je predstavljen v filmu American Assassin iz leta 2017.

## Vandalizem
V zgodnjih urah 3. septembra 2011 je bil vandal poškodoval Fontano del Moro. Policisti so kasneje našli moškega, ki so ga posnele varnostne kamere, ki se je vzpenjal po fontani, kjer je imel veliko skalo in obglavil nekatere večje in manjše figure, potem ko so ga prepoznali po supergah.